# الإيدز في العراق
رسمياً وصل الإيدز-فيروس العوز المناعي البشري إلى العراق عن طريق الدم الملوث في عام 1986، وكان الضحية الأولى للإيدز هم مرضى الهيموفيليا. وبمرور السنين، قل عدد المصابين نتيجة المبادرت التعليمية والعلاجية وبسبب القيم الثقافية السائدة، فضلا عن الصعوبات الاقتصادية الشديدة الناجمة عن الحصار والحرب.

## 1986–2003
ووفقا للحكومة العراقية، والدعوى القضائية لاحقاً، جاء المرض إلى العراق عن طريق الدم الملوث في عام 1986، وكان مرضى الهيموفيليا أول الضحايا. وقام حزب البعث بنقل جميع المصابين بالمرض إلى الحجز الطبي، ولم يسمح لأحد بزيارة المرضى. وكان المرضى يعاملون كسجناء وحتى تم دفنهم بسرية. وكان الجهل بهذا المرض شائعاً، حتى بين الحكومة نفسها.
اعتقد الرئيس العراقي السابق صدام حسين خطأ أن هذا المرض يمكن أن ينتشر عن طريق التواصل مع المرضى، وأمر بإبادة أو سجن العراقيين المصابين بالمرض. وعند سقوط نظام البعث، تم سرقة ونهب المستشفيات وخرج المصابون بالمرض إلى الشوارع.[بحاجة لمصدر]

## ما بعد البعث
في بداية عام 2004 عبرت الأمم المتحدة عن ضرورة نشر التوعية والعلاج لمرض الإيدز في العراق. ولم يكن هنالك أي توعية أو تعليم خاص بمرض الإيدز في فترة حكم حزب البعث، وبالتالي فإن درجة عالية من الجهل والخوف تحيط بالمصابين والناس.[بحاجة لمصدر]
الحكومة العراقية تقدم علاج مجاني لمرضى الإيدز-فيروس العوز المناعي البشري العراقيين. ويشمل ذلك إجراء فحوصات منتظمة للشخص المصاب، إلى جانب إجراء فحوصات للزوجة وأفراد أسرهم. وقد بدأت التوعية بالمرض عن طريق التعليم في المدارس بوتيرة بطيئة.
وعبر المسؤولن الحكوميون عن الصحة عن قلقهم بسبب قيام بعض الميليشيات الأصولية والطائفية الإسلامية بمضايقة بل وحتى قتل العراقيين المصابين بالمرض لأنه دليل على الزنا.
في بغداد توجد عدة عيادات متخصصة بعلاج الإيدز، بينما توجد خارج العاصمة عيادات مماثلة في كل محافظة، على الرغم من وجود نقص في الرعاية الطبية.
في عام 2005 سافر ممثلون عن وزارة الصحة العراقية إلى الأردن للتحدث مع مسؤولي الصحة العامة حول الجهود الأردنية لوقف انتشار المرض.
في عام 2006 بدأت الحكومة في شمال العراق، أقليم كردستان، بترحيل الأجانب الذين وجد أنهم مصابون بالإيدز لأن الحكومة لا تملك العلاج لتقديمه لمواطنيها، ناهيك عن الأجانب.
ولا يزال الجهل بالمرض منتشراً، ومن المحظورات مناقشة الطرق التي يمكن بها انتشار الفيروس أو تشجيع استخدام الواقيات الذكرية.

## إحصاءات عدد المرضى
| السنة | الاصابات المكتشفة | عدد المصابين | الوفيات | ملاحظة                                                       |
| ----- | ----------------- | ------------ | ------- | ------------------------------------------------------------ |
| 1986  | 206               | 0            | 0       | أول حالات إصابة في تاريخ العراق بسبب استيراد بلازما دم ملوثة |
| 2015  | 32                |              | 4       |                                                              |
| 2016  | 55                | 162          | 11      |                                                              |
| 2017  | 96                | 185          |         | [ 10 ] [ 11 ]                                                |
| 2018  | 224               | 377          |         | [ 11 ] [ 12 ]                                                |
| 2019  | 1                 |              |         | [ 13 ]                                                       |